# 薩里郡旗

2014年註冊的薩里郡旗

英國英格蘭的薩里郡旗（Flag of Surrey）傳統上是一面黃藍格子相間的旗幟，這是衍生自第一代薩里伯爵的紋章。2014年9月11日，這面旗幟正式註冊為薩里郡的郡旗。在此之前，薩里郡沒有正式的郡旗，但經常使用薩里郡議會的旗幟作為郡旗使用。